# گاوماهیان
گاوماهی گونه‌ای از ماهی است از خانواده گاوماهیان (Gobiidae).
معروفترین نوع گاوماهی، گِل‌خورک نام دارد. گل‌خورک‌ها (Mudskippers) موجودات چابک چشم‌چراغی و ماهی‌های دوزیست هستند که در گِلزارهای دنیای قدیم و جنگل‌های حرا از غرب آفریقا به سوی شرق تا پاپوآی گینه نو سکنی گزیده‌اند.

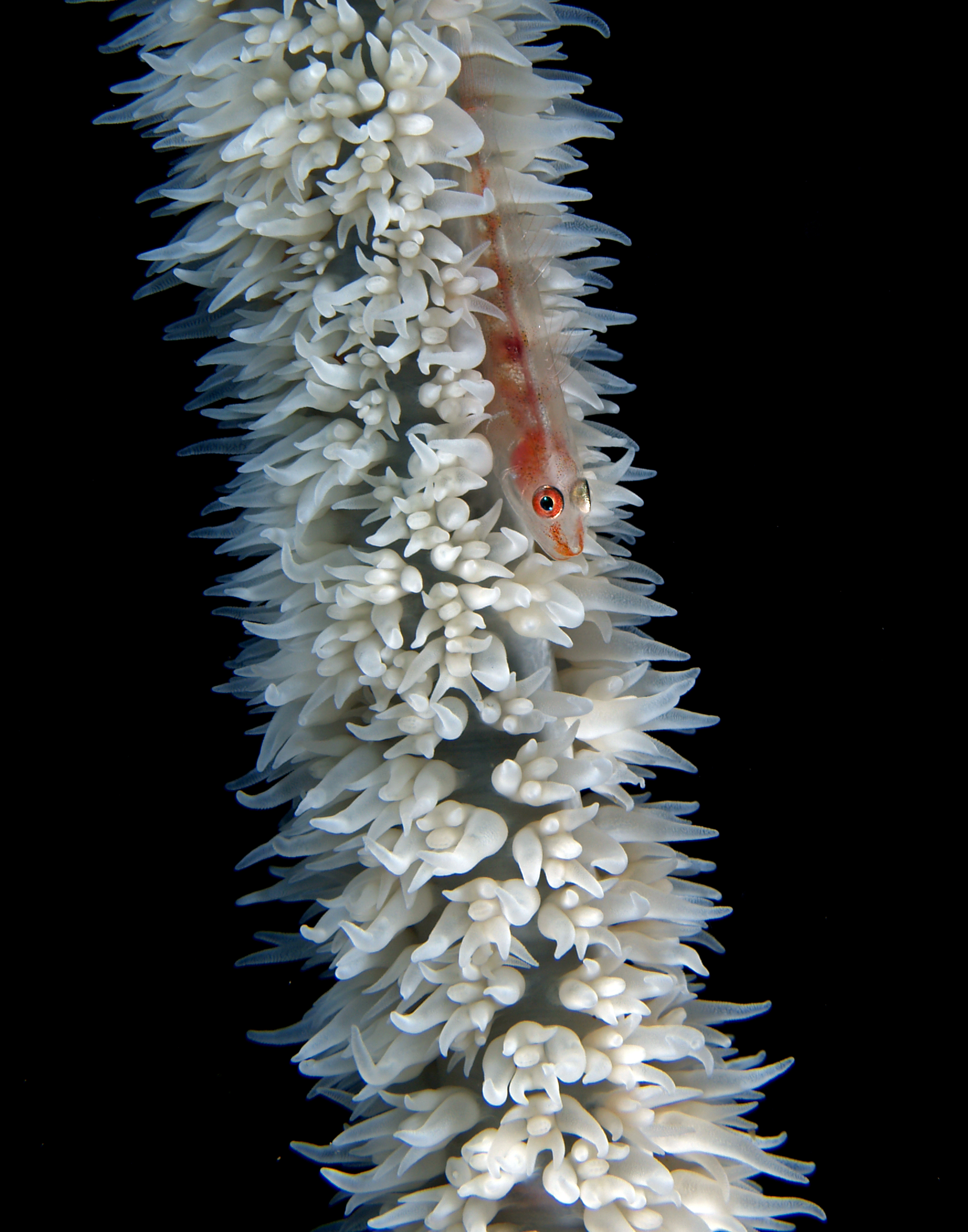
گوبوی مرجان‌شلاقی

## گونه‌ها
سی هفت گونه گل خورک از اعضای خانواده متنوع گاوماهیان، براساس ویژگی‌های ریخت‌شناسی در نه جنس طبقه‌بندی شده‌اند:
- Apocryptodon
- Parapocryptes
- Periophthalmus
- Baleophthalmus
- Scartelaos
- Periophthalmodon
- pesudapocryptes
- Apocryptes
- Oxuderces

از سی هفت گونه گل خورک موجود در خانواده گاوماهیان که تاکنون شناسایی شده‌اند سه گونه آنهاPeriophthalmus waltoni, Scartelaos tenuis, Baleophthalmus dussumieri در آبهای جنوبی ایران پراکندگی دارند.
همچنین سیناراپان کوچک‌ترین ماهی خوراکی جهان که در آبهای جنوب شرق آسیا و جنوب آسیا زیست می‌کند از گاوماهیان است